# Підлипово
Підлипово (рос. Подлипово) — селище Правдинського району, Калінінградської області Росії. Входить до складу Мозирського сільського поселення.
Населення —  291 особа (2015 рік). 

## Населення
| 2002 | 2010 |
| ---- | ---- |
| 276  | ↗291 |